# Prison Sainte-Pélagie
Pour les articles homonymes, voir Sainte-Pélagie.
La prison Sainte-Pélagie est une ancienne maison de détention parisienne, détruite en 1899.

## Situation
Elle se situait au niveau de l'actuel groupe d'immeubles de la rue de la Clef, au carrefour de la rue du Puits-de-l'Ermite dans le 5e arrondissement de Paris. L'entrée de la prison se trouvait à la hauteur de l'actuelle place du Puits-de-l'Ermite.

## Histoire de la prison

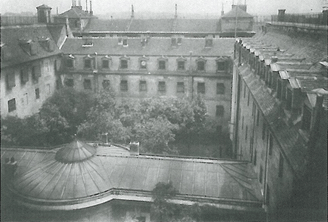
L'une des cours intérieures de la prison photographiée par Nadar entre 1875 et 1895.

### Communauté religieuse de Sainte-Pélagie
Le nom de Sainte Pélagie lui fut donné parce que cette sainte fut comédienne de la ville d'Antioche et devint illustre par sa pénitence et par son martyre.
Créée par la « Fondation des filles repenties » en 1662, elle fut établie rue du Puits-de-l'Ermite, à Paris (dans l'actuel 5e arrondissement), en 1665. 
Elle s’est d’abord appelée « le Refuge ». Elle est conçue, en réaction aux mauvais traitements qui étaient infligés aux pensionnaires de la Salpêtrière, par Madame de Miramion suivant alors les préceptes de Vincent de Paul.
Destinée aux « filles repenties », elle devint vite un lieu d'internement pour « filles et femmes débauchées ».

### Prison Sainte-Pélagie
En 1790, Sainte-Pélagie devint maison d'arrêt, recevant tous les « exclus » de la grande Révolution (en premier les royalistes, en dernier les républicains), puis prison départementale en 1811.
Prison pour hommes, elle recevra une première femme en la personne de Manon Roland, épouse de l’ancien ministre et idole des Girondins, qui dira : « Moi la seule femme dans cette geôle ! Quelle horreur et quel honneur ».
La répression étatique y occasionnant l'emprisonnement fréquent de chansonniers parisiens, ceux-ci finissent par créer dans leur cellule la goguette des Biberons qui publie en 1825 un volume : La Marotte de Sainte-Pélagie. Il connaît deux éditions.
Prison réservée aux « affaires de mœurs », « prison pour dettes », Sainte-Pélagie sera « promue » et dévolue aux détenus politiques au mois de février 1831.
Les prisonniers pour dettes sont transférés en 1834 à la prison de Clichy.
« Cette prison est beaucoup trop petite pour tous ceux qu'elle renferme. Ce sont : 
1° des condamnés à un emprisonnement plus ou moins long ; 
2° des hommes détenus pour dettes dans la proportion ordinaire d'un quart à un tiers ; 
3° des garçons dits à la correction paternelle, dans la proportion d'environ un vingt-cinquième . »

La mortalité annuelle moyenne de 1815 à 1818 est d'un détenu sur 24,48. 
Émile de La Bédollière précise en 1860 dans son Dictionnaire des besoins usuels dans Paris que l'adresse officielle de la prison Sainte-Pélagie est 14, rue du Puits-de-l'Ermite. Comme pour les 11 autres prisons parisiennes : 
« On peut visiter les prisonniers deux fois par semaine, le jeudi et le dimanche, à l'aide d'un permis qu'il faut demander au 3e bureau de la 1re division de la préfecture de police de Paris. Les parents seuls sont autorisés. »

Le dimanche 1er avril 1832, une révolte, appuyée par plusieurs sections de la Société des amis du peuple éclate parmi les détenus ; elle fera un mort, le typographe Jacobeus.

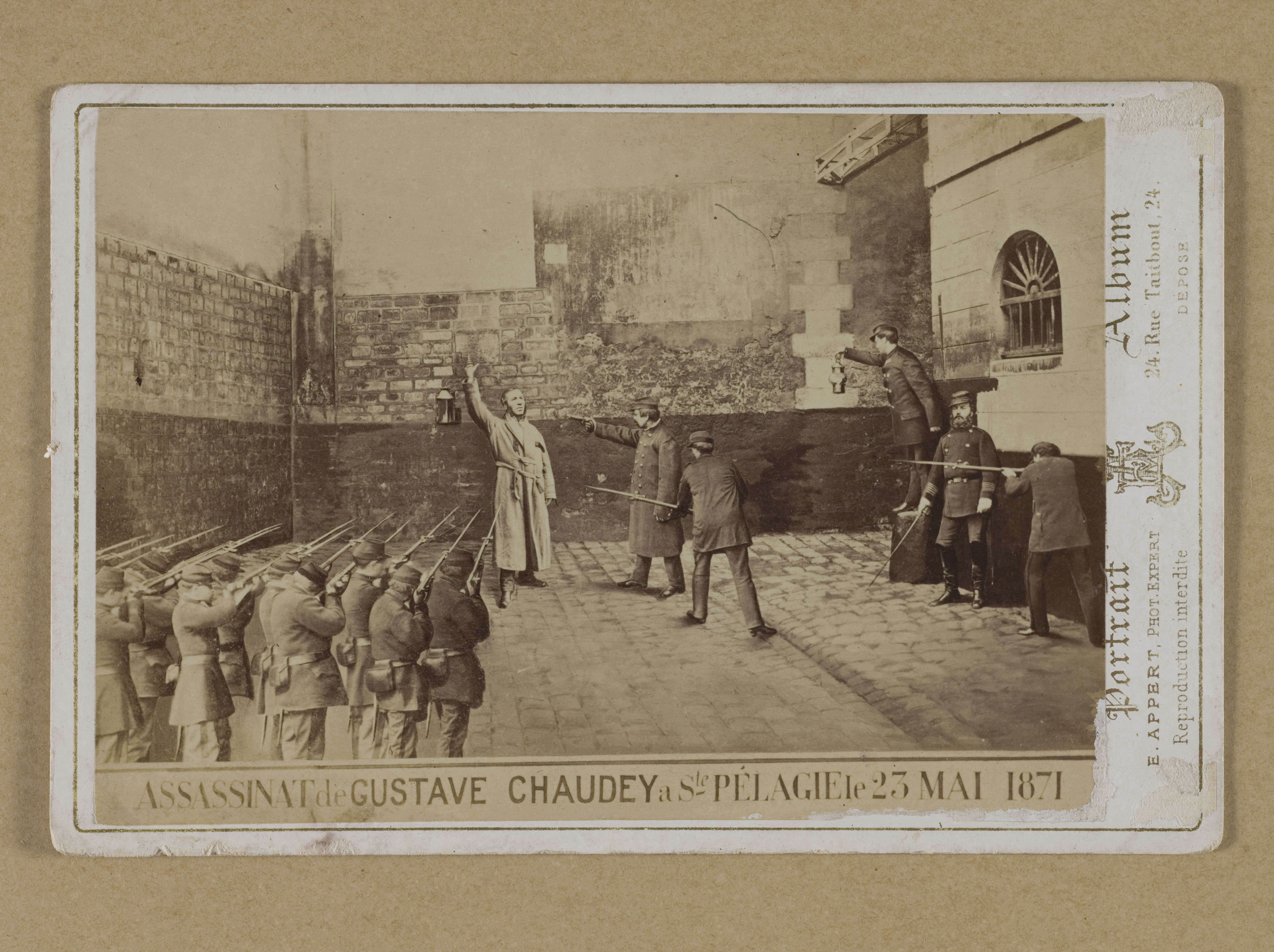
Assassinat de Gustave Chaudey à la prison de Sainte-Pélagie en mars 1871, photomontage d'Eugène Appert issu de la série les Crimes de la Commune.

Les années suivantes, la Société des droits de l'homme, naguère secrète, se consacre alors, suivant ses convictions, à entretenir l’agitation républicaine contre la monarchie de Juillet. Ses têtes pensantes : François Arago et Étienne Arago, Louis Blanc, Victor Schœlcher, Alexandre Ledru-Rollin, Auguste Blanqui et Godefroy Cavaignac, organisent la nuit d'émeutes du 15 avril 1834, pendant laquelle tous les habitants d'une maison de la rue Transnonain, d'où était parti un coup de feu, furent massacrés par l'armée. Cet événement inspira le « massacre de la rue Transnonain », célèbre dessin d'Honoré Daumier. Le 16 avril, 164 « conjurés » sont arrêtés et transférés à Sainte-Pélagie, sans aucun jugement. Barbès et Cavaignac organiseront de l'intérieur même de la prison, le 12 juillet 1835, « la grande évasion » en sortant avec 26 autres des 164 « conjurés » de cette prison parisienne réputée « infranchissable ».

L'édifice, devenu insalubre, sera finalement démoli entre juin 1899 et février 1900. Voici ce qu'en disait à sa seconde incarcération Évariste Galois : 

« Porte aussi massive que rébarbative, murs épais d'un mètre qui le disputent à l'horreur de sombres couloirs, suintant la crasse, le froid et le désespoir. Tout ici sent la Mort ! Dante a dû y venir, rédiger ses Enfers. »

## Liste de prisonniers célèbres
Sont ci-dessous détaillés quelques-uns des plus illustres personnages ayant été mis en prison à Sainte-Pélagie :
- des royalistes puis des révolutionnaires et enfin des républicains (dont beaucoup d'anarchistes) ;
- des médecins, des peintres, des écrivains, des hommes politiques, des scientifiques, des officiers, des pamphlétaires… une bonne partie de l'intelligentsia française. « Que du beau linge ! »[réf. souhaitée] aurait dit Madame Sans-Gêne. On pourrait encore citer Dumas : « Effectivement, Sainte-Pélagie, finit par ressembler, en mieux, à un quelconque Bottin mondain »[réf. souhaitée].

### A
Louis-Rémy Aubert-Roche (1810-1874), médecin spécialiste de la peste.
Dans 3 intéressantes lettres relatives aux troubles qui suivirent l’élection de Louis-Napoléon Bonaparte, Louis Aubert-Roche écrit de Sainte-Pélagie : « Si vous saviez ce que j’ai vu et appris dans cette prison de Sainte-Pélagie ; que d’horreurs !! » (15 février 1849). Réunion de 3 lettres autographes signées à F. de Montrol, député. Paris (prison de Sainte-Pélagie), 12, 15 et 24 février 1849 ; 3 pages in-4°, suscription au dos.
François Xavier Audoin (1765-1837), homme politique, écrivain. Il est arrêté le 21 floréal an II (10 mai 1794), victime des dernières opérations de Robespierre contre les derniers Sans-culottes. À Sainte-Pélagie (où il resta en permanence au secret), il écrira un mémoire qui deviendra célèbre : À l'intérieur des maisons d'arrêt. Transféré au Luxembourg puis au Fort de Ham (où sa détention ne sera pas trop sévère, puisqu'il y partageait son lit avec son épouse) le 5 prairial an III (25 mai 1795), il sera enfin jugé, condamné et amnistié en brumaire an IV (1797).
Libre, il se fait journaliste et publiera Le Publiciste Philanthrope. En 1802, avocat au barreau de Paris, il n'aura plus de rôle politique et ne sera d'ailleurs pas inquiété sous la Restauration.
Auteur de nombreux ouvrages, on lui doit notamment:
- Du commerce maritime Paris, Baudouin, an IX (1801) 2 vol. in-8°. Ouvrage important surtout pour la législation de l'armement en course avec détail sur la marine pendant la Révolution.
- Histoire de l'administration de la guerre, Paris, Didot, 1811, 4 vol. in-8°.
- Responsabilité des ministres : quelques pensées sur le projet de loi présenté par les ministres de Sa Majesté le 28 janvier 1819, Paris, Brissot-Thivars, 1819, in-8°.
- L'intérieur des maisons d'arrêt. Paris, 1795, in-8°.

Étienne Arago (1802-1892).
Zo d'Axa (1864-1930). Écrivain, anarchiste, poursuivi à travers toute l'Europe pour ses idées, en décembre 1892, il est finalement arrêté dans le consulat du Royaume-Uni, en principe inviolable, à Jaffa. Enchaîné comme un droit commun, il est embarqué sur le navire La Gironde pour Marseille. En arrivant, Zo d'Axa y passe quelques jours en prison, avant d'être transféré à Paris, où il passe 18 mois à Sainte-Pélagie comme politique, ayant, bien sûr, refusé de signer une demande en grâce.
En juillet 1894, libéré, il publie : De Mazas à Jérusalem qu'il a écrit en prison. Succès, critiques unanimes, on s'incline devant la valeur et la personnalité de l'homme et de l'œuvre. Jules Renard et Octave Mirbeau, l'encenseront, tout comme Georges Clemenceau qui dira de lui : « D'Axa, cet anarchiste hors de l'anarchie ».

### B
Jeanne Bécu, comtesse du Barry (1743-1793), fut emprisonnée à Sainte-Pélagie le 22 septembre 1793. Elle s'y trouva en compagnie de Madame Roland, des épouses des Girondins telles Mmes Brissot et Pétion ainsi que de nombreuses femmes et jeunes filles de toutes conditions. Comme Madame Roland, elle fut transférée à la Conciergerie peu avant son supplice.
Pierre-Jean de Béranger (1780-1857), chansonnier
Félix Julien Jean Bigot de Préameneu (1747-1825). Ce révolutionnaire modéré, est le fils d'un avocat du Parlement de Bretagne, à Rennes. En 1767, il devient, lui-même, avocat au parlement de Rennes, puis docteur en droit, en 1768. En 1778, il achète une charge de conseiller, juste avant de monter à Paris occuper les fonctions d'agent général des États de Bretagne.
Le 5 septembre 1791, élu député de la Seine, il s'installa sans hésiter sur les bancs des modérés, se montrant très actif au Comité Législatif, votant contre la poursuite des prêtres insermentés (29 février 1792), contre les mesures proposées au sujet des émigrés (22 mars 1792). Il présida la Législative du 15 au 28 avril 1792. Le 21 juin, il fit adopter une mesure visant à interdire la présentation des pétitions par des hommes armés. Enfin, au 10 août, il prit la défense de la famille royale. Menacé, il se retire en Bretagne pour se faire oublier. Arrêté le 4 juin 1794, il fut ramené à Paris et incarcéré à Sainte-Pélagie. La chute de Robespierre le sauva sans doute de la guillotine. Libéré le 26 août, il regagna Rennes par épisodes, avant de devenir l'un des 4 rédacteurs du Code civil, puis Ministre de Napoléon, de mourir à Paris et d'y être inhumé.
Auguste Blanqui. En 1861 il est de nouveau arrêté, condamné à quatre ans de prison, et enfermé à Sainte-Pélagie, d’où il s'évade en 1865.
Aimé Picquet du Boisguy (1776-1839), ancien officier chouan, emprisonné pendant les Cent-Jours, pour avoir tenté de partir en Bretagne, participer à la Chouannerie de 1815.
Nicolas de Bonneville (1760-1828). Libelliste, traducteur, imprimeur, fondateur du Cercle social.
Arrêté sur ordre du Préfet de police, il était en détention à Sainte-Pélagie en 1804, où il a côtoyé son ami et admirateur Charles Nodier. Poursuivi à plusieurs reprises pour des critiques contre le Premier consul publiées dans son journal Le bien informé et accusé d'être un ennemi du gouvernement, il fut ensuite assigné à résidence dans sa ville natale d'Évreux, sur décision de Fouché.
Aristide Bruant. En 1884, avec À la Villette (prison de Paris (1837-1900) qui servait de dépôt pour les condamnés à mort), il entame toute une série de chansons sur les quartiers de Paris. Il décrit les bonheurs, misères et préoccupations des petites gens, non sans une certaine démagogie, avec une certaine facilité mais, non sans une certaine poésie. À Zévaco qu'il croisa à Sainte-Pélagie en 1890 il dira : « Parler tragique ? Oui, mais sur un fond rigolo ! »

### C
Armand Carrel, journaliste, incarcéré du 5 octobre 1834 au 2 août 1835 pour ses écrits peu appréciés par les autorités de la monarchie de Juillet.
Godefroy Cavaignac (1800-1845), journaliste républicain. En 1834, la Société des droits de l'homme, naguère secrète, se consacre à entretenir une agitation aussi républicaine que permanente contre la monarchie de Juillet. Ses têtes pensantes, François et Étienne Arago, Louis Blanc, Victor Schœlcher, Ledru-Rollin, Blanqui et Cavaignac, organisent la nuit d'émeutes, du 15 avril 1834. Le 16 avril, 164 « conjurés » sont arrêtés et transférés à Sainte-Pélagie, sans aucun jugement. Barbès et Cavaignac organisent de l'intérieur même de la prison, le 12 juillet 1835 « la grande évasion » en sortant avec 26 autres des 164 « conjurés » de cette prison parisienne pourtant réputée « infranchissable » par un souterrain reliant la prison à l'hôtel Pourfour du Petit situé sur la rue Lacépède.
Michel Chevalier (1806-1879), homme politique. 
En 1830, après la Révolution de juillet, il devient un adepte de la doctrine saint-simonienne et éditeur du journal Le Globe, qui sera interdit en 1832 lorsque la « secte des Simoniens » est décrétée contraire à l'ordre public. En tant qu'éditeur, il est condamné à six mois de prison, qu'il effectue à Sainte-Pélagie. 
Émile Chodruc-Duclos (1780-1842), humaniste (?), ultra-royaliste. D'après Les Célébrités de la rue, paru en 1868 : Vint le Consulat. Duclos, ardent royaliste, portait au Consul la même haine vouée naguère aux républicains, il persista dans une systématique d'opposition. Dès que Fouché, ministre de la Police, apprit sa présence dans la capitale, il le fit écrouer à l'Abbaye. Lui, pour sortir de là, demanda audience à Fouché. Ce dernier, qui achetait volontiers âmes et hommes ; croyait fermement que toute conscience était à vendre. Il l'« invita » à partir pour les îles. Duclos feignit d'accepter et promit de s'embarquer mais, à peine libéré ; il se retrouva en Vendée à la tête d'un groupe d'insurgés. Bientôt, le général Hédouville soumit les dissidents de l'Ouest, puis il délivra un passeport à chacun d'eux, à charge pour les amnistiés de se rendre deux fois par mois en préfecture, exhiber leur exeat. Duclos, qui évidemment, ne voulut point s'y conformer, fut déporté à Vincennes puis transféré, à Sainte-Pélagie où l'écrivain, Charles Nodier (1780-1844) l'a connu. Voici quelques lignes des Souvenirs de la Révolution où l'on voit l'opinion de Nodier sur cet ardent royaliste (Dans Les célébrités de la rue, Paris, 1868, s.n.) : 

« L'aristocratie de Sainte-Pélagie rappelait quelques beaux noms, tous dignes du Gotha : M. de Custines, parent du malheureux général ; M. de Fénelon, officier supérieur des Chouans, sous le nom de Télémaque ; M. de Beauvais, dit Chabrias ; M. de Rességuières, aujourd'hui (1828) commandant d'une de nos colonies ; M. de Navarre ; M. d'Astorg ; M. d'Hozier, l'aîné, si soigneusement recherché, si fidèle à sa tenue d'étiquette, qu'on l'aurait toujours cru paré… pour un gala à Versailles. Tous aussi dignes que compassés ; seul M. Émile Duclos (de Bordeaux), dont M. d'Hozier lui-même aurait peut-être eu quelque peine à illustrer la généalogie, se faisait remarquer entre nos patriciens les plus huppés par la majesté de sa tournure, par la libéralité magnifique de sa dépense, par l'affable dignité de ses manières. Las, M. Duclos est bien cet infortuné dont la raison… a dégénéré en monomanie. C'est Diogène, le barbu du Palais-Royal ! De Sainte-Pélagie, Duclos passa à Bicêtre et y resta jusqu'à l'entrée des alliés, en 1814. Ils ouvrent les portes de la prison, et vaincus la veille, ils en sortent en triomphateurs. »

— Charles Nodier, Souvenirs de la Révolution

Mais, revoici, Diogène-Chodruc-Duclos, un peu plus loin dans les Mémoires de Dumas : 

« Un jour, Chodruc voit Charles Nodier, qu'il avait connu à Sainte-Pélagie, condamné politique comme lui, devant le café de Foy ; il le fixe attentivement, fait mine de vouloir lui parler, se ravise et passe son chemin. Je descendais vers le Louvre, Nodier parti, je rencontre Chodruc, qui venait droit à moi : « Dumas, êtes-vous lié avec Nodier ? me dit Chodruc. — Oui, répondis-je, et je l'aime de tout cœur. — Ne trouvez-vous pas qu'il vieillit singulièrement ? Oui, eh bien ! savez-vous pourquoi ? — Non, et je serais heureux de le savoir. — Nodier vieillit parce qu'il se néglige, et rien ne vieillit un homme comme de se négliger. » Chodruc trouvant que quelqu'un se néglige ! c'est inimitable, et la conviction avec laquelle il avait osé poser ce principe ! tout cela m'avait beaucoup frappé ! »

— Alexandre Dumas, Mémoires, Paris.

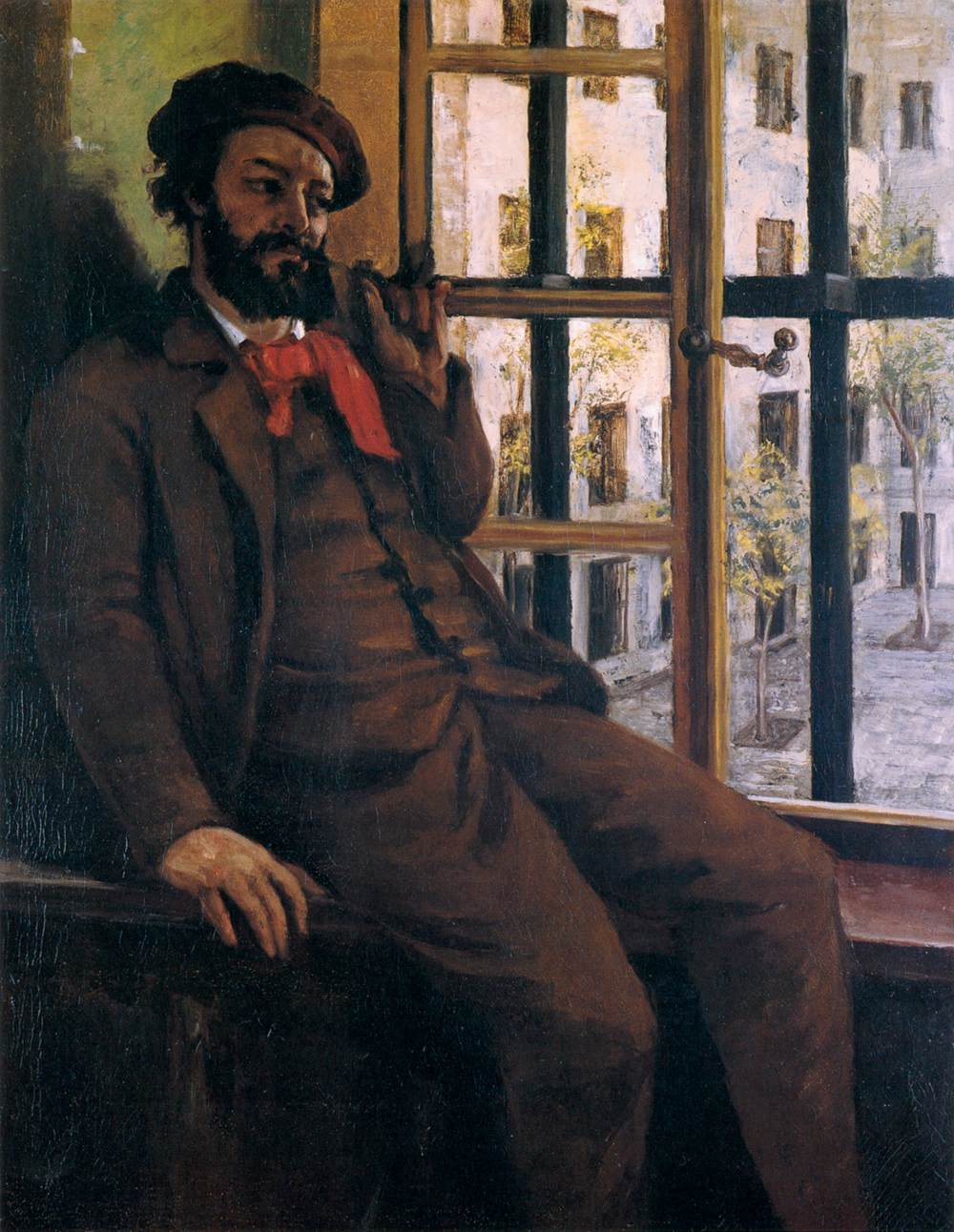
Courbet : Autoportrait à Sainte-Pélagie (1872, musée Courbet).

Gustave Courbet (1819-1877), peintre. Accusé d'avoir usurpé des fonctions publiques en tant qu'élu au Conseil de la Commune et surtout de s'être rendu complice de la destruction de la colonne Vendôme, renversée le 16 mai, est arrêté le 7 juin 1871. Son procès devant le troisième Conseil de guerre commence le 7 août suivant. Après deux mois d'audiences, le jugement, prononcé le 2 septembre, condamne le peintre à 500 francs d'amende et six mois de prison qu'il purgera à Sainte-Pélagie.
Jean-Baptiste Courtois, chimiste et salpêtrier, emprisonné pour dettes de novembre 1805 à décembre 1807.
Gustave Chaudey, incarcéré puis fusillé dans la cour de cette prison le 23 mai 1871.
Gustave Paul Cluseret (1823-1900), officier, homme politique. En 1862, en Amérique où il combat dans la guerre de Sécession contre les Confédérés, il est promu général et fait citoyen américain. Revenu en France, il adhère à la première Internationale. En 1868, interné à Sainte-Pélagie pour ses articles dans le journal L'Art, il est finalement banni du fait de sa citoyenneté américaine.
Théodore Combalot (1797-1873), prêtre diocésain, missionnaire apostolique.
Prêtre de choc, en 1830, un rapport de police le désigne comme : « prêtre ambulant et suspect, aux idées fantasques ». De 1825 à 1832, il se montre un ardent partisan des idées nouvelles et n'hésite pas à entrer dans des polémiques publiques des plus brûlantes du temps. En 1843, il publie un violent Mémoire sur la guerre faite à l'Église et à la société par le monopole universitaire. Il est condamné à 4 000 francs d'amende et à 15 jours d'emprisonnement à Sainte-Pélagie. Ses chefs-d'œuvre oratoires ont été publiés en 1894. « Introduction aux Constitutions des Religieuses » (1839-1840) dans Textes Fondateurs, Auteuil, 1991.
Paul-Louis Courier (1772-1825), pamphlétaire. Condamné pour un pamphlet, le Simple Discours, à deux mois de détention. La veille du jour où expirait cette peine, Courier fut tiré de Sainte-Pélagie et conduit devant le tribunal pour un nouveau pamphlet : Pétition pour les villageois qu'on empêche de danser… Il en fut quitte cette fois pour une simple réprimande.
Il récidivera avec le Pamphlet des Pamphlets, où il écrira : « …Allez mon bon monsieur, et ne péchez plus ; allez, allez donc à Sainte-Pélagie ».

### D
Honoré Daumier (1808-1879) peintre, sculpteur. En 1832, condamné pour ses caricatures, il purge 6 mois à Sainte-Pélagie. Il fonde, à sa sortie, le journal Le Charivari où il créera, bien plus tard, le personnage de Ratapoil. En 1835, il se rendra célèbre par un dessin non moins célèbre : le Massacre de la rue Transnonain. En 1845, après sa série « les Gens de justice », Baudelaire le compare à Delacroix et Ingres. En 1871, délégué des Beaux-Arts à la Commune, il s’oppose à la proposition de Courbet d’abattre la colonne Vendôme.
Émile Debraux (1798-1831) chansonnier, poète et goguettier. En 1822 un recueil de ses chansons est saisi à la requête du procureur du roi. Il est emprisonné un mois à Sainte-Pélagie où il retrouve Alexis Duménil, Bonnin, Magalon, Alexandre Barginet, Eugène de Pradel et d'autres écrivains.
Édouard Drumont (1844-1917), fut emprisonné à Sainte-Pélagie du 3 novembre 1892 au 3 février 1893, purgeant une peine de trois mois de prison infligée par la cour d'assises de la Seine pour avoir diffamé le député Auguste Burdeau, rapporteur de la commission parlementaire chargée de se prononcer sur le renouvellement des avantages accordés au conseil de régence de la Banque de France. Dans un article de son quotidien "La libre parole", Drumont avait accusé Burdeau d'avoir reçu des fonds de la part d'un des membres du conseil de régence, le banquier Alphonse de Rothschild, pour conclure au renouvellement des privilèges. Depuis sa cellule, il va révéler un à un les noms des politiciens et journalistes corrompus et révéler les mécanismes de l'escroquerie du scandale de Panama, qui paraitront dans son journal, La Libre Parole.
Édouard Ducret (1854-1900), directeur-rédacteur en chef de La Cocarde et ami de Drumont, est condamné, le 6 août 1893, à un an de prison pour usage de faux après avoir mené une campagne diffamatoire contre Georges Clemenceau. Ce dernier a été accusé de corruption sur la base de documents forgés par l'escroc récidiviste Louis-Alfred Véron dit « Norton ». Transféré à Sainte-Pélagie à sa demande le 4 septembre 1893, le journaliste boulangiste y purge sa peine dans le quartier de la « Petite Sibérie », où il rédige un ouvrage (Comment se fait la politique - Les dessous de l'affaire Norton, Paris, Chamuel, 1894) pour se disculper auprès de ses lecteurs.
Charles Duveyrier (1803-1866), poète et dramaturge. Le 27 septembre 1832, il est condamné aux assises de Paris pour « attentat à la morale » et « association illégale » à une peine de six mois d'emprisonnement aux côtés de Barthélemy Prosper Enfantin — condamné à un an de réclusion — et  Michel Chevalier, qu'il effectue à leurs côtés à Sainte-Pélagie.

### E
Barthélemy Prosper Enfantin (1796-1864), l'un des principaux chefs de file du mouvement saint-simonien, condamné en 1832 à un an de prison pour paroles et écrits libéraux. Durant son séjour en captivité, confortablement logé avec Chevalier dans un agréable appartement de quatre pièces, il cultive une riche correspondance avec ses disciples et écrit: « Nous sommes ici comme des princes ». Gracié par le roi, il sort de prison en août 1833.
Émile Eudes (1843-1888): leader blanquiste élu membre du comité central et général de la Commune de Paris. Le 14 août 1870, il participe à la vaine attaque blanquiste contre la caserne des pompiers de La Villette, afin de trouver des armes, ce qui lui valut d'être condamné à mort. Il fut fait prisonnier à la prison Sainte-Pélagie. Au cours du voyage pour aller visiter son mari, sa femme croise à nouveau le chemin de Louise Michel qui s'y dirigeait dans le même but. Il fut sauvé in extremis par la défaite de Sedan.

### G
Évariste Galois (1811-1832), mathématicien. Pour la police : « Agitateur patenté », en 1831, lors d'un banquet républicain, Évariste lance, un couteau à la main, un toast : « À Louis-Philippe s'il trahit ! » Cette fois, c'en est trop : arrêté par la police du roi, il est enfermé à Sainte-Pélagie. Devant ses juges, il revendique son toast régicide et plaide pour la République. Le jury populaire l'acquittera. À peine a-t-il recouvré sa liberté que la police, saisissant le premier prétexte, le reconduit à Sainte-Pélagie. Une tentative d'assassinat est même organisée contre lui dans les murs de la prison. Il mourra finalement, « bêtement », des suites d'un duel avec un autre républicain pour « une infâme coquette ». Gravement blessé, c'est un paysan qui le recueillera pour le conduire à l'hôpital Cochin où il succombera à une péritonite.
Alfred-Léon Gérault-Richard, chansonnier, journaliste et militant socialiste. Plusieurs séjours, le dernier pour outrages au président de la République après son article A bas Casimir ! dans Le Chambard socialiste. Condamné à un an de prison et incarcéré fin 1894, Gérault-Richard est élu député du 13e arrondissement de Paris à une élection partielle le 7 janvier 1895 et libéré début février par la loi d'amnistie votée après la démission de Jean Casimir-Perier et l'élection de Félix Faure.
Charles Gille (1820-1856), chansonnier révolutionnaire, en 1846 après la dissolution de la très politisée goguette des Animaux qu'il a fondé en 1839, il fait un séjour de six mois à Sainte-Pélagie pour « activités illégales ».
Pierre Gosset (1764-1844), prêtre réfractaire de la Manche.
Paschal Grousset (1844-1909), journaliste, écrivain et homme politique. Son journal prend part à une polémique assez forte entre deux journaux corses. S'estimant diffamé dans un article signé par Pierre-Napoléon Bonaparte, cousin de Napoléon III, Grousset lui envoie en janvier 1870 ses collaborateurs Victor Noir et Ulrich de Fonvielle pour convenir d'une réparation par les armes. La rencontre de Noir et de Bonaparte tourne mal, et Noir est assassiné. Bonaparte sera condamné par la Haute Cour de justice à payer des dommages et intérêts. Les journalistes de La Marseillaise Rochefort, Fonvielle, Pain et Grousset, eux, seront condamnés pour outrage envers l'Empereur durant le procès, et emprisonnés à la prison Sainte-Pélagie.

### H
Fortuné Henry (1821-1882), poète, journaliste et maroquinier. Il fut emprisonné comme opposant à Napoléon III à la suite du coup d'État du 2 décembre 1851, puis comme militant socialiste membre de l'Internationale ouvrière en 1867. En 1871 il devint d'un des membres de la Commune.

### J
Antoine Jay (1770-1854), homme politique et écrivain français. Il fut emprisonné un mois dans la prison à cause d'un des articles de sa Biographie des Contemporains, qu'il écrivit avec Benjamin Constant et Étienne de Jouy. Il publiera ensuite avec Jouy les Hermites en prison.
Étienne de Jouy (1764-1846), écrivain français et membre de l'Académie française. Emprisonné en 1823 avec Antoine Jay (lire ci-dessus).

### K
Florian de Kergorlay (1769-1856), homme politique, ancien pair de France, ancien président du conseil général de l'Oise. Emprisonné à Sainte Pélagie de novembre 1830 à mai 1831 et de octobre 1835 à février 1836 pour avoir manifesté son opposition au régime de la monarchie de Juillet.
Jean-Jacques Koechlin (1776-1834), homme politique. En, 1822, ayant dans une brochure : Relation historique des événements qui ont eu lieu à Colmar en 1822, accusé l’administration d’avoir usé de moyens infâmes pour éprouver le loyalisme de populations paisibles ; il fut taxé de lèse-majesté et condamné à douze mois de prison (ramenés en appel à six mois), qu’il purgea à Sainte-Pélagie, et à trois mille francs d’amende, somme qui fut couverte par une souscription publique. Son attitude courageuse lui valut une immense popularité. Reçu à Mulhouse en triomphe à sa libération, il y fut magistralement réélu aux législatives de 1824.

### L
Mademoiselle Lange (1772-1816), actrice de la comédie-française, incarcérée, en 1793, avec les comédiens, à la suite des représentations de Paméla ou la Vertu récompensée de François de Neufchâteau.
Paul Lafargue (1842-1911). Condamné à la suite d'une conférence dans l'Allier, il séjourne à Sainte-Pélagie (de 1883 à 1885), où il en profite pour écrire.
Félicité Robert de Lamennais (1782-1854). Sa brochure : le Pays et le Gouvernement lui vaut en 1840, d'être enfermé un an à Sainte-Pélagie, où il écrivit Une Voix de prison, publiée en 1843.
Sosthène de La Rochefoucauld, duc de Doudeauville (1785-1864), pour "insolences répétées envers le roi (Louis-Philippe Ier)
Louis Lemercier de Neuville (1830-1918), journaliste.
Jules Lermina (1839-1915), romancier et journaliste.
Prosper-Olivier Lissagaray : Incarcéré début 1870 pour « offenses envers les personnes de l'empereur et de l'impératrice » ou plutôt à Émile Ollivier. Il y écrit Jacques Bonhomme - Entretiens de politique primaire. Il dénonce également dans L'Avenir du Gers le meurtre de Victor Noir. Il en ressort le 6 avril.
Charles Longuet (1839-1903), militant socialiste et personnalité de la Commune de Paris, gendre de Karl Marx, y séjourne en 1864-1865

### M
Jean-Baptiste Marino (1767-1794), administrateur de police destitué, arrêté et d'abord détenu à la prison de la Bourbe pour « outrage à la représentation nationale » fut ensuite transféré à la Conciergerie (14 avril 1794), puis - avec Froidure et Soules, également anciens policiers - à Sainte-Pélagie (2 mai). Ils furent, sous prétexte de complicité dans l'attentat perpétré dans la nuit du 22 au 23 mai 1794 contre Jean-Marie Collot d'Herbois condamnés à mort à l'issue du procès dit de l'affaire des chemises rouges et guillotinés le 19 juin 1794.
Joséphine Mézeray (1774-1823), actrice de la comédie-française, incarcérée, en 1793, avec les comédiens, à la suite des représentations de Paméla ou la Vertu récompensée de François de Neufchâteau.

### N
Charles Nodier (1780-1844), écrivain, historien.
Né à Besançon de Suzanne Pâris et de père inconnu. En 1796, Il fonde avec des amis une société secrète, les Philadelphes. Les Philadelphes organisent, en 1799, une représentation parodique des séances du club des Jacobins. Il est obligé de fuir pour éviter l'arrestation. En 1801, il publie à Paris son premier roman Les Proscrits qui obtient un certain succès et compose la Napoléone, ode violemment anti-bonapartiste. Il rencontre Lucile Franque qu'il fréquente secrètement.
En 1803 : double peine : Lucile Franque meurt et il passe 36 jours à Sainte-Pélagie pour avoir composé la Napoléone. En 1804, renvoyé à Besançon, il y fréquente des suspects politiques et doit de nouveau fuir à la campagne. Son séjour en prison l’inspirera pour ses Souvenirs et portraits de la Révolution publié en 1841.
Gérard de Nerval (1808-1855), écrivain, poète.
Incarcéré brièvement à Sainte-Pélagie en février 1832 pour tapage nocturne rue des Prouvaires, il se lie d'amitié avec le mathématicien républicain Évariste Galois . Ce séjour en prison lui inspire le poème ci-dessous, paru dans Petits Châteaux de Bohème (1853).
Dans Sainte-Pélagie,

Sous ce règne élargie,

Où, rêveur et pensif,

Je vis captif, 

Pas une herbe ne pousse

Et pas un brin de mousse

Le long des murs grillés

Et frais taillés! 

Oiseau qui fend l'espace…

Et toi, brise, qui passe

Sur l'étroit horizon

De la prison, 

Dans votre vol superbe,

Apportez-moi quelque herbe,

Quelque gramen, mouvant

Sa tête au vent ! 

Qu'à mes pieds tourbillonne

Une feuille d'automne

Peinte de cent couleurs

Comme les fleurs ! 

Pour que mon âme triste

Sache encor qu'il existe

Une nature, un Dieu

Dehors ce lieu, 

Faites-moi cette joie

Qu'un instant je revoie 

Quelque chose de vert

Avant l'hiver !
— Gérard de Nerval, Petits Châteaux de Bohème, POLITIQUE (1832)
Gérard de Nerval fait une relation de son séjour à la prison de Sainte-Pélagie dans Mémoire d’un parisien.

### P
Jean-Jacques Pillot (1808-1877), figure du communisme néo-babouviste et suspecté d’avoir participé aux journées de mai 1839, il est écroué à Sainte-Pélagie du 14 juin 1839 au 5 février 1840.
Émile Pouget (1860-1931) anarcho-syndicaliste, journaliste. Fondateur du Père Peinard, un véritable brûlot, Pouget a l’anarchisme prolétarien. Dès les premiers numéros, il exalte les mouvements de grève. L’un des premiers, il sent tout ce que l’on peut tirer d'une grève générale et, dès 1889, il écrit : « Oui, nom de Dieu, faut tout foutre en l'air, y a plus que ça aujourd’hui : la grève générale ! »
Face à une telle propagande, les poursuites pleuvaient dru et Pouget, allait faire de temps à autre des séjours à Sainte-Pélagie. Ce qui n’empêchait pas Le Père Peinard de paraître, des « frangins » allant à tour de rôle chercher la copie à même la prison…
En 1900, il fondera La voix du peuple, organe hebdomadaire de la CGT.
Pierre-Joseph Proudhon (1809-1865). En novembre 1848, Proudhon est un des trente opposants à la Constitution, adoptée par 739 voix. En mars 1849, il est incarcéré pour trois ans à Sainte-Pélagie pour « offense au Président de la République » (du 7 juin 1849 au 4 juin 1852). Là, il écrit les Confessions d'un Révolutionnaire, L'Idée générale de la Révolution et La Philosophie du Progrès. Écrivant même en 1852 : « Louis-Napoléon cet infâme aventurier, bâtard adultérin de la fille de Joséphine, fils et petit-fils de catins, inepte, incapable… ». Il n'est cependant pas inquiété à sa sortie de prison. Il profite de ce séjour pour épouser Euphrasie Piégard, jeune et belle ouvrière (immortalisée par le tableau de Gustave Courbet, Proudhon et ses filles).

### R
Mademoiselle Raucourt (1756-1815), actrice de la comédie-française, incarcérée, en 1793, avec les comédiens, à la suite des représentations de Paméla ou la Vertu récompensée de François de Neufchâteau, pendant six mois.
Élisée Reclus (1830-1905), géographe, anarchiste. En 1870, engagé comme simple soldat pour défendre la jeune République contre la Prusse, fait prisonnier, le 4 avril 1871, lors de la sortie de Châtillon (avec 1 500 de ses camarades). Il est interné d'abord au camp de Satory, puis à Sainte -Pélagie et enfin sur un ponton à Brest. Il est condamné, le 15 nov. 1871 à la déportation en Nouvelle-Calédonie pour l'unique raison d'avoir participé à la Commune de Paris.
Louis-Xavier de Ricard (1843-1911), écrivain, qui s'illustra par la publication des Lettres occitanes, est connu pour le procès que lui fit Mgr Dupanloup « pour outrages aux bonnes mœurs » : le poète était athée. Défendu par Gambetta, il passa trois mois à Sainte-Pélagie (avec 1 200 francs d’amende). « Telle est la religion dès qu’elle a le pouvoir et celui de juger » dira-t-il. Du moins le procès lui donna une notoriété suffisante pour … vendre enfin ses ouvrages.
Membre de la Commune, il collabora au Journal officiel de la Commune.
Le baron de Richemont († 1853), qui prétendait être Louis XVII, fut enfermé à Sainte-Pélagie entre 1833 et 1835, date à laquelle il s'en évada avec deux autres détenus. Condamné en 1834 à un peine de douze ans de réclusion pour complot contre la sûreté de l'État et plusieurs délits de presse, il bénéficia d'une amnistie royale en 1840.
Jean Richepin, condamné à un mois de prison pour outrage aux bonnes mœurs, à la suite de la publication de La Chanson des gueux (1876).
Hubert Robert (1733-1808). Peintre de la Révolution, incarcéré à Sainte-Pélagie en 1793. Témoin privilégié, c'est surtout la face cachée des choses qui l'attire. Peintre de ruines, il repère les lézardes, il saisit l'architecture à son automne. La comédie révolutionnaire, l'ascension et la chute de Robespierre ne le surprennent pas. « La Révolution est comme Saturne, elle dévorera tous ses enfants » a dit Vergniaud. Ces paysages inédits, mélancoliques et saisissants, ne sont-ils pas : « Les tableaux d'un monde qui court, passionnément, à sa ruine. » 

« Oui, j'ai peint la Bastille aux premiers jours de sa démolition. Hommage aux démolisseurs ? Certainement pas. J'ai simplement remarqué que sous cet angle et dans cet éclairage rougeâtre, la forteresse ressemblait à un bel édifice romain dont on hâterait la ruine. Cela rejoignait les thèmes fondamentaux de mon œuvre. N'y cherchons pas un acte de rupture avec l'ancien régime. Nulle ingratitude de ma part. De l'indifférence plutôt. Un monde meurt, un autre naît qui lui ressemblera probablement pour l'essentiel, malgré quelques changements superficiels. On détruit une prison, on en peuplera d'autres. On exposa mon tableau au Salon de 1789. Je passais alors pour un révolutionnaire. Quelle plaisanterie ! Ma Fête de la Fédération, le 14 juillet 1790 qui me valut un brevet de civisme, est avant tout une peinture du ciel… Quant au Pont du Gard en ruines n'est-il pas un idéal réaliste ? »

— D'après le Journal imaginaire de mes prisons en ruines, Hubert Robert, par Claude Courtot.
Henri Rochefort (1831-1913).
Manon Roland, vicomtesse de la Platière, née Jeanne Marie Phlipon (1754-1793), femme politique, écrivaine. Ardents partisans de la Révolution, les Roland s'élèveront pourtant contre ses excès. Ils devinrent très impopulaires ; les accusations pleuvent. Au matin du 1er juin 1793, elle est arrêtée et incarcérée à l'Abbaye puis à Sainte-Pélagie (où elle écrira ses célèbres Mémoires de prison, publiées en 1795 qui furent discrètement récupérés par Jacques Nicolas Vallée). Finalement, elle sera transférée à la Conciergerie.
Faussement accusée de sympathies royalistes par Robespierre qui cherche à « décapiter » l'opposition girondine. Jugée le 8 nov. 1793, la sentence rendue à 14 h 30, sera exécutée le soir même. Passant devant la statue de la Liberté, elle se serait exclamée : « Ô Liberté, comme on t'a jouée ! » Informé de cette mort tragique, son mari, Jean-Marie Roland, réfugié à Rouen se suicidera le 10 novembre 1793.
Lamartine dira d'elle : « Derrière toute grande œuvre, il y a toujours une femme ».
Jean-Antoine Roucher, emprisonné d'août 1793 à avril 1794 pour être transféré à la prison Saint-Lazare.

### S
Sade, Donatien-Alphonse, marquis de Sade (écrivain français, 1740-1814). Fameux romancier, à partir du nom duquel fut forgé le mot sadisme. En 1798, le « divin marquis » (qui en fait était comte) fit paraître Juliette, en 6 volumes, livre plus obscène encore que Justine. En 1801, on saisit une nouvelle édition de Justine et Juliette en 10 vol. et 100 gravures. Le 5 mars 1801, Sade fut arrêté de nouveau (peut-être pour un pamphlet, contre Joséphine, qu'on lui attribua), enfermé à Sainte-Pélagie et transféré le 9 mars 1803 à Charenton, comme fou incurable… Il y mourut le 2 décembre 1814.
Claude-Henri de Rouvroy de Saint-Simon

### V
Jules Vallès (1832-1885) Il fonde à Paris en 1850, le Comité des Jeunes qui tente en vain de soulever le Quartier Latin contre le coup d'État du 2 décembre 1851 (proclamation du Second Empire).
À la suite de cet événement, son père, Louis Vallèz, obtint, le 27 décembre 1851, que son fils soit reconnu « atteint d'aliénation mentale » et admis à l'asile d'aliénés Saint-Jacques de Nantes. Jules Vallès en sort le 2 mars 1852 grâce à la pression exercée sur son père par ses amis.
Jules Vallès est l'auteur de L'Argent (1857), de la trilogie de Jacques Vingtras, sorte d'autobiographie romancée : L'Enfant 1879, Le Bachelier 1881, L'Insurgé qui paraîtra après sa mort.
Fondateur de l'hebdomadaire d'opposition La Rue, il est interné à deux reprises à Sainte-Pélagie, en 1868 pour deux articles parus dans Le Globe et Le Courrier de l'intérieur.
En 1871, il prend fait et cause pour la Commune dont il soutient l'action avec son journal Le Cri du Peuple. Condamné à mort, il se réfugie à Londres.
Après l'amnistie de 1880, il rentre à Paris et relance, avec succès, Le cri du peuple, porte-drapeau des opinions socialistes et libertaires.
L'actrice Charlotte Vanhove y est incarcérée en 1793, considérée comme « suspecte ».
Eugène-François Vidocq (1775-1857), Forçat, policier, détective privé. Peut- être le plus célèbre des « Saint-pélagiens », il inspira à Balzac le personnage de Vautrin dans : Splendeurs et misères des courtisanes.
En 1827, après seize années passées au service de la loi, il démissionne de ses fonctions de chef de la Sûreté. En 1832, rappelé aux affaires par Casimir Perier, chef du gouvernement de la monarchie de Juillet ; il démissionne en 1834 pour créer une « entreprise plus lucrative » : le Bureau de renseignements universels au 12, rue Cloche-Perche, à Paris. Il ouvre ainsi la première agence de détective privé qu'il dirige tout en publiant quelques ouvrages : les premiers volumes de Mes Mémoires, un Dictionnaire de l'Argot, Les Chauffeurs du Nord en 1836 ; Les Vrais Mystères de Paris, sur le modèle du roman-feuilleton à succès d'Eugène Sue.
Mais son agence, est jalousée par la police parisienne qui, le 28 janvier 1837, perquisitionne les lieux et emmène Vidocq à Sainte-Pélagie. Relaxé, puis libéré le 3 mars 1838 puis de nouveau arrêté à l'été 1842, le détective est cette fois-ci accusé d'« escroquerie, usurpation de titres et arrestation arbitraire » (c'est le monde à l'envers). Lourdement condamné (à 5 ans de prison et 3 000 F d'amende), il fait appel et est libéré le 22 juillet 1843.
Vidocq, en 1847, après une tournée de conférences à succès en Belgique et en Angleterre, cède son agence de Renseignements universels. Après la révolution de février et l'instauration de la Seconde République, l'ancien détective se mettra encore au service du pouvoir bonapartiste qui le fait incarcérer le 9 février 1849, à la Conciergerie, afin de soutirer quelques renseignements, auprès des « militants socialistes, les émeutiers du 15 mai 1848 ».
Eugène-François Vidocq mourra, le 11 mai 1857, au 2 rue Saint-Pierre de Popincourt, à l'âge « respectable » de quatre-vingt-deux ans. Vallès aura pour lui ces derniers mots : « Il n'a guère que l'âge qui fut respectable. Si ce diable de Talleyrand était à la politique ce que Vidocq était à la Police ; ce dernier eut plus de chance : il boitait des deux côtés… »

### Z
Michel Zévaco (1860-1918). Journaliste anarchiste et romancier populaire (romans de cape et d'épée : cf. Les Pardaillan. Polémiste virulent, sa cible préférée fut le ministre de l’Intérieur, Constans, qu’il provoqua en duel, ce qui lui vaut d’être assigné devant un tribunal pour « provocation au meurtre ». Malgré la brillante plaidoirie de Marcel Sembat, il est condamné à quatre mois de prison et mille francs d’amende, et incarcéré à Sainte-Pélagie du 25 avril au 25 août 1889. Il y rencontrera Bruant.

#### Ouvrages anciens
- Les Prisons de France : Bicêtre. Saint-Lazare. Sainte-Pélagie. Le Temple. La Conciergerie… P., Impr. Lahure, sans date. Relié à la suite. Illustré par Th. Weber.
- François-Vincent Raspail, Lettres sur les prison de Paris, 2 vol., Paris, 1839.
- Maurice Alhoy et Louis Lurine, Les prisons de Paris : histoire, types, mœurs, mystères, Paris, Éditions Gustave Havard, 1846 ;
- Alfred Sirven, Les Prisons politiques - Sainte Pélagie, 1868, Paris, Lebigre-Duquesne, 250 pages, lire en ligne ;
- Pierre-Clément Bérard, Sainte-Pélagie en 1832, Nantes, 1886.
- Ernest Gegout, Charles Malato et Théophile Alexandre Steinlen (ill. de), Prison fin de siècle. Souvenirs de Pélagie, Cœuvres-et-Valsery, Ressouvenances, 1999, fac-similé de l'édition de 1891, 352 p..  (ISBN 2-904429-95-6).
- Émile Couret, Le Pavillon des princes, histoire complète de la prison de Sainte-Pélagie depuis sa fondation jusqu'à nos jours, Paris, Librairie Ernest Flammarion, 1895.

#### Études contemporaines
- Philippe Darriulat, « Les prisonniers de Sainte-Pélagie », L'Histoire, no 167,‎ juin 1993, p. 40-47.
- Jacques Hillairet, Gibets, piloris et cachots du Vieux Paris, Éditions de Minuit, 1956, p. 308-312.
- Michel Faul, La sulfureuse Mlle Raucourt de la Comédie-Française, Théâtre, sexe et politique des Lumières à la Première Restauration, Éditions Lanore, Le Poche Histoire, 2023  (ISBN 9-782382-730799).